# Partituras
Partituras é o 11o álbum da cantora e compositora brasileira Jane Duboc. Ele foi lançado em 1995, em formato CD, com o selo Movieplay.
Neste álbum, Jane interpreta exclusivamente canções de Flávio Venturini. Destaque para a canção Besame, já gravada anteriormente pela cantora em 1989, exclusivamente para fazer parte da trilha sonora da novela Vale Tudo, da Rede Globo. A revista Rolling Stone Brasil considera a interpretação desta música o ponto alto da carreira da Jane. Outro destaque do álbum fica por conta da faixa "Partituras", composta por Flávio Venturini em parceria com a Jane.

## Faixas
| N.º            | Título                      | Compositor(es)                        | Duração |  |
| 1.             | "Sobre o mar"               | Alexandre Blasifera, Flávio Venturini | 4:58    |  |
| 2.             | "Besame"                    | Flávio Venturini, Murilo Antunes      | 3:59    |  |
| 3.             | "Nuvens"                    | Flávio Venturini, Ronaldo Bastos      | 4:17    |  |
| 4.             | "Partituras"                | Flávio Venturini, Jane Duboc          | 3:54    |  |
| 5.             | "Criaturas da Noite"        | Flávio Venturini, Luiz Carlos Sá      | 3:01    |  |
| 6.             | "Só Pra Você"               | Flávio Venturini, Murilo Antunes      | 4:21    |  |
| 7.             | "Pequenas Maravilhas"       | Flávio Venturini, Murilo Antunes      | 3:37    |  |
| 8.             | "Romance"                   | Flávio Venturini, Juca Filho          | 3:45    |  |
| 9.             | "Princesa"                  | Flávio Venturini, Ronaldo Bastos      | 2:53    |  |
| 10.            | "Abracadabra Paixão"        | Flávio Venturini, Murilo Antunes      | 3:26    |  |
| 11.            | "Noites Com Sol"            | Flávio Venturini, Ronaldo Bastos      | 4:34    |  |
| 12.            | "Nascente"                  | Flávio Venturini, Murilo Antunes      | 2:35    |  |
| 13.            | "Todo Azul do Mar"          | Flávio Venturini, Ronaldo Bastos      | 4:00    |  |
| 14.            | "Sonho de Valsa"            | Flávio Venturini, Murilo Antunes      | 4:32    |  |
| 15.            | "Anjo Bom"                  | Flávio Venturini, Ronaldo Bastos      | 3:33    |  |
| 16.            | "Linda Juventude"           | Flávio Venturini, Marcio Borges       | 4:13    |  |
| 17.            | "Partituras (Instrumental)" | Flávio Venturini, Jane Duboc          | 4:32    |  |
| Duração total: | Duração total:              | Duração total:                        | 66:10   |  |